# Stephen B. Grimes
Pour les articles homonymes, voir Grimes.
Stephen B. Grimes est un directeur artistique britannique né le 18 avril 1927 à Weybridge (Surrey, Angleterre) et mort le 12 septembre 1988 à Positano (Campanie, Italie).

## Biographie
Stephen B. Grimes est le fils de Leslie Grimes, lui-même dessinateur. Trois de ses frères, Michael, Bruce et Colin, ont aussi travaillé pour la télévision ou le cinéma comme directeurs artistiques[réf. souhaitée].
Grimes grandit dans le Surrey. Il fait ses études à la Saint Martin's School of Art à Londres. Après cette école, il est engagé en 1945 par Alexander Korda comme dessinateur aux Studios Denham. Carmen Dillon le prend sous son aile et ses collègues sont Oliver Messel, Paul Sheriff, Hein Heckroth, John Box… Il va ainsi travailler sur de nombreux films des studios de Denham et de Pinewood[réf. souhaitée]. Il rencontre ensuite en 1956 John Huston qui l'engage pour travailler sur Moby Dick, comme dessinateur, et qui le nommera directeur artistique sur Dieu seul le sait,,.

## Filmographie (sélection)
- 1956 : Moby Dick de John Huston
- 1957 : Dieu seul le sait (Heaven Knows, Mr Allison) de John Huston
- 1958 : Les Racines du ciel (The Roots of Heaven) de John Huston
- 1961 : Les Désaxés (The Misfits) de John Huston
- 1962 : Freud, passions secrètes (Freud) de John Huston
- 1962 : Lawrence d'Arabie (Lawrence of Arabia) de David Lean
- 1964 : La Nuit de l'iguane (The Night of the Iguana) de John Huston
- 1966 : La Bible (The Bible: In the Beginning...) de John Huston
- 1966 : Propriété interdite (This Property Is Condemned) de Sydney Pollack
- 1967 : Reflets dans un œil d'or (Reflections in a Golden Eye) de John Huston
- 1969 : Davey des grands chemins (Sinful Davey) de John Huston
- 1970 : La Fille de Ryan (Ryan's Daughter) de David Lean
- 1973 : Nos plus belles années (The Way We Were) de Sydney Pollack
- 1974 : Yakuza (The Yakuza) de Sydney Pollack
- 1975 : Les Trois Jours du Condor (Three Days of the Condor) de Sydney Pollack
- 1976 : Un cadavre au dessert (Murder by Death) de Robert Moore
- 1977 : Bobby Deerfield de Sydney Pollack
- 1979 : Le Cavalier électrique (The Electric Horseman) de Sydney Pollack
- 1981 : La Maison du lac (On Golden Pond) de Mark Rydell
- 1983 : Jamais plus jamais (Never Say Never Again) d'Irvin Kershner
- 1985 : Out of Africa de Sydney Pollack
- 1987 : Gens de Dublin (The Dead) de John Huston
- 1990 : La Putain du roi (The King's Whore) d'Axel Corti

## Distinctions

### Récompenses
- Oscar des meilleurs décors en 1986 pour Out of Africa

### Nominations
- Oscar des meilleurs décors
  - en 1965 pour La Nuit de l'iguane
  - en 1974 pour Nos plus belles années
- BAFTA des meilleurs décors en 1971 pour La Fille de Ryan